# Homoneura resima
Homoneura resima är en tvåvingeart som beskrevs av Kim 1994. Homoneura resima ingår i släktet Homoneura och familjen lövflugor. Inga underarter finns listade i Catalogue of Life.